# Xosé Fernando Filgueira Valverde
Xosé Fernando Filgueira Valverde (Pontevedra, 28 d'octubre de 1906 - Pontevedra, 13 de setembre de 1996) fou un escriptor, intel·lectual, investigador, erudit i crític gallec, una de les més destacades figures de la cultura gallega del segle xx. És conegut, en l'àmbit intel·lectual gallec, amb l'àlies d'«o vello profesor».

## Aspectes biogràfics
Estudia Dret a Santiago de Compostel·la i posteriorment, entre Santiago i Saragossa, Filosofia i Lletres (història). Diplomat en Psicologia, Filgueira Valverde va fundar el 1923, amb de Lois Tobío i Fermín Bouza Brey, el Seminari d'Estudis Gallecs, on va dirigir la secció d'Història de Literatura per a després ser nomenat director d'honor d'aquesta institució. Anys després dirigiria l'Institut d'Estudis Gallecs Pare Sarmiento. Filgueira Valverde va començar exercint com ajudant en l'Institut d'Ensenyament Mitjà de Pontevedra, el 1927, poc després de llicenciar-se en Dret. Sis anys més tard es convertiria en professor encarregat del curs de Llengua i Literatura.
Creador del Museu de Pontevedra el 1927 amb el qual col·labora fins a la fi dels seus dies. Va participar del galleguisme, sent membre des dels començaments del Partit Galleguista. No obstant això, al maig de 1935 encapçala un grup de militants del Partit Galleguista de Pontevedra que abandonen el partit com protesta per la política de pactes amb l'esquerra i van organitzar la Dereita Galeguista. El 1935 va ser nomenat catedràtic numerari de l'Institut Balmes de Barcelona i va passar a exercir aquest mateix any a Lugo i, cinc anys després, a Pontevedra. Després de la Guerra Civil, va col·laborar amb el règim franquista, arribant a ser alcalde de Pontevedra. Des de 1942 i fins a 1986, Filgueira Valverde va dirigir el Museu de Pontevedra. El 1942 va ser nomenat membre numerari de la Reial Acadèmia Gallega i vocal del Instituto da Lingua Galega de la Universitat de Santiago el 1972.
Després de les primeres eleccions al Parlament de Galícia de 1981 va ser designat Conseller de Cultura (1982-1983) de la Xunta de Galícia, càrrec des del qual va defensar en les Corts el bilingüisme en l'ensenyament. Del seu ample currículum es poden destacar, a més, el títol corresponent de la Reial Acadèmia de la Història (1932), de la Llengua (1953), i de les de Belles Arts de San Fernando, La Corunya, Còrdova, Sevilla i Màlaga. Entre els guardons amb els quals va ser distingit, va rebre el Premio da Crítica das Letras e das Arts, la Medalla d'Or de la província de Pontevedra, va ser nomenat Fill Predilecte de Pontevedra i doctor honoris causa per diferents universitats espanyoles.

## Obra
La seva faceta d'erudit i investigador va produir treballs sobre literatura medieval (Literatura medieval gallec-portuguesa), sobre els cancioneiros musicals gallecs, guies, històries i dos volums d'assajos breus, Adral (1970) i Segundo Adral (1981), en els quals tracta molt variats aspectes de la cultura gallega.
La seva creació literària s'inicia amb Os nenos (1925), una sèrie de textos breus en els quals cadascun dels protagonistes evoca incidents de la seva infància; són estampes alegres o tristes contades amb sensibilitat, en les quals la mort juga un important paper. Són relats directes fets amb artificiositat no aparent. Les proses de Filgueira, com les d'altres escriptors de la seva època, tracten temes populars des d'uns supòsits culturals, aconseguint l'equilibri entre els dos elements en una prosa treballada però senzilla. Una altra narració és O vigairo (1927), en la qual fa la semblança d'un tipus popular de la Pontevedra antiga. De 1936 és la seva peça teatral per a nens Agromar. Com poeta es pot adscriure al neotrovadorisme pels seus Seis canciones del mar in modo antico (1941).

### Obra en gallec
La primera obra narrativa va ser una col·lecció de narracions curtes: Os nenos, el 1925. Com articulista publicà nombroses col·laboracions en diferents mitjans, recollides totes a la sèrie Adral, editada entre 1979 i 1996.

#### Assaig
- O baldaquino en Galicia denantes do arte barroco, AMB Xosé Ramón Fernández-Oxea (1930).
- Lago González. Arcebispo galego (1934), 40 p, Pontevedra.
- Da épica na Galicia medieval, discurs d'ingrès en la RAG el 1941.
- A poesía medieval galego-portuguesa fóra dos seus lindeiros (1980).
- Historias de Compostela (1982), Galaxia, ISBN 84-7507-059-0.
- O arquivo do Museo de Pontevedra e unha guía sucinta (1988), ISSN 0210-7791.
- Santiago de Compostela, amb fotos de Manuel G. Vicente, ed. trilingüe (1989), Ir Indo, ISBN 84-7680-025-8.
- Estudios sobre lírica medieval: traballos dispersos (1925-1987), 1992, Galaxia, ISBN 84-7154-789-9.
- Arredor do libro: artigos de bibliografía (1996), Santiago, Xunta, ISBN 84-453-1847-0.

#### Diccionaris
- Vocabulario popular galego-castelán, amb Lois Tobío, Xulián Magariños i Cordal Carús (1926), Vigo.

#### Narrativa
- Os nenos, il·lustrat per L. Pintos i coberta i contracoberta de Castelao (1925), Lar.[1]
- O vigairo: ensaio simbólico, orixinal e inédito, amb portada de Camilo Díaz (1927), 22 p., Lar.[1]
- Quintana viva, il·lustrat per Castelao (1971), Galaxia, ISBN 84-7154-004-5.[2]

#### Literatura infantil i juvenil
- Agromar. Farsa pra rapaces (1936), firmat amb el pseudònim J. Acuña.

#### Poesia
- 6 canciones de mar "in modo antico" (1941), Albor, n.º 7, Pamplona.[3]

#### Edicions
- Cancioneiriño novo de Compostela (1969), Pombal, Edicións Castelos, Vigo.
- Afonso X e Galicia e unha escolma de cántigas (1980), Real Academia Galega.
- Armando Cotarelo Valledor (1879-1950), 1984, Real Academia Galega.
- Enrique Campo (1989), Deputación de Pontevedra.
- Álvaro Cunqueiro (1991), Publicacións da Real Academia Galega, A Coruña, 71 p.[4]
- Antoloxía do conto galego de medo (1996), Galaxia, ISBN 84-8288-035-7.

### Obra en castellà

#### Assaig
- Guía de Pontevedra (1931), edició d'Álvarez Gallego.
- La Cantiga CIII: noción del tiempo y gozo eterno en la narrativa medieval (1936), tesi doctoral.
- Formas paródicas en la lírica medieval gallega (1947), AAEPC, Madrid.
- El libro de Santiago, con dibujos de J. Sesto (1948) Editorial Nacional.
- Cervantes en nuestro camino (1949), Revista de la Obra de Protección de Menores, 29 p.
- Santiago de Compostela. Guía de sus monumentos e itinerarios (1950).
- La artesanía en Galicia (1953), Ediciones Galicia, Centro Gallego de Buenos Aires.[5]
- Tierras Hispánicas. Compostela, la ciudad del Apostol (1954)
- Camoens, conmemoración del centenario de "Os Lusiadas" (1958).
- Pontevedra y el mar, textos para la antología de una tradición (1963).
- Pontevedra, la tierra y sus gentes (pròleg), amb Gerardo González Martín (ep.), 1967.
- El viaje a Galicia de Daniel Urrabieta Vierge (1880), 1969, Colección "Obradoiro" XI, Bibliófilos Gallegos.
- Guía breve del Museo de Pontevedra (1970), Fundación Pedro Barrié de la Maza, Conde de Fenosa.
- Los canteros gallegos (1976), Asociación de Amigos de los Pazos, ISBN 84-400-1573-9.
- Sobre lírica medieval gallega y sus perduraciones (1977), Bello, Valencia.
- Manuel Ventura Figueroa, Arzobispo de Laodicea, Patriarca de las Indias, Gobernador del Consejo de Castilla (1978), 32 p.
- Sargadelos (1978), Cuadernos del Seminario de Estudios Cerámicos de Sargadelos, Ed. del castro, ISBN 84-85134-80-X.
- El almirante pontevedrés Pedro Sarmiento de Gamboa: descubridor, cronista, poeta (1980), 49 p.
- Ideas y sistema de la historia en Fray Martín Sarmiento (1981) contestado por Antonio Blanco Freijeiro.
- Tiempo y gozo eterno en la narrativa medieval (1982), Edicións Xerais de Galicia, ISBN 84-7507-057-4.
- Baldaquinos Gallegos, con Xosé Ramón Fernández-Oxea (1987), Fundación Barrié, ISBN 84-85728-57-2.
- La escultura gallega, el centenario de Francisco Asorey (1991), ISBN 84-88051-09-3.
- La Basílica de Santa María de Pontevedra (1992), Fundación Pedro Barrié de la Maza, ISBN 84-87819-14-1.
- Camoens (1993), Xunta de Galicia, Santiago de Compostela, ISBN 84-453-0641-3.
- Compostela, camino y estela (1993), Alsa, Oviedo, ISBN 84-604-6362-1.
- Fray Martín Sarmiento (1695-1772), 1994, Fundación Pedro Barrié de la Maza, ISBN 84-87819-65-6.

#### Edicions
- Cancionero Musical de Galicia, recogido por Casto Sampedro y Folgar, dos tomos (1942).